# Arantxa Rus
Arantxa Rus (født 13. december 1990 i Delft, Holland) er en kvindelig professionel tennisspiller fra Holland.
Arantxa Rus højeste rangering på WTA single rangliste var som nummer 78, hvilket hun opnåede 25. juli 2011. I double er den bedste placering nummer 166, hvilket blev opnået 21. marts 2011.